# Liste des maires de Messine
Maire, podestat et commissario prefettizio de Messine par ordre chronologique de 1860 année de la prise de la ville du royaume des Deux-Siciles par le royaume d'Italie jusqu'au XXIe siècle.

## Royaume d'Italie (1861-1946)
Liste des maires, podestat et des commissaires de Messine durant la période du royaume d'Italie de 1860-1946.
| Début  | Fin     | Premier citoyen                      | Parti             | Fonction                   | Note                                                  |
| ------ | ------- | ------------------------------------ | ----------------- | -------------------------- | ----------------------------------------------------- |
| 1860   | 1863    | Felice Silipigni                     |                   | Maire                      |                                                       |
| 1863   | 1867    | Giuseppe Natoli                      | Droite historique | Maire                      |                                                       |
| 1867   | 1870    | Giuseppe Cianciafara                 | Droite historique | Maire                      |                                                       |
| 1870   |         | Francesco Giojeni D'Angiò            |                   | Commissaire royal          |                                                       |
| 1870   | 1873    | Giuseppe Cianciafara                 | Droite historique | Maire                      |                                                       |
| 1873   | 1876    | Felice Silipigni                     |                   | Maire                      |                                                       |
| 1876   |         | Francesco Minoia                     |                   | Commissaire royal          |                                                       |
| 1877   | 1882    | Giuseppe Cianciafara                 | Droite historique | Maire                      |                                                       |
| 1883   | 1886    | Ernesto Cianciolo                    |                   | Maire                      |                                                       |
| 1886   | 1887    | Giacomo Natoli                       |                   | Maire                      |                                                       |
| 1887   |         | Sormanni                             |                   | Commissaire royal          |                                                       |
| 1888   |         | Ernesto Cianciolo                    |                   | Maire                      |                                                       |
| 1891   | 1892    | Paolo Spadaro                        |                   | Commissaire royal          |                                                       |
| 1892   | 1893    | Salvatore Marullo                    |                   | Maire                      |                                                       |
| 1893   |         | Giacomo Natoli                       |                   | Maire                      |                                                       |
| 1894   |         | Francesco Marzi                      |                   | Commissaire royal          |                                                       |
| 1894   | 1895    | Giacomo Natoli                       |                   | Maire                      |                                                       |
| 1895   |         | Salvatore Marullo                    |                   | Maire                      |                                                       |
| 1895   | 1896    | Gaetano Loffredo                     |                   | Maire-adjoint              |                                                       |
| 1896   | 1897    | Gaetano D'Arrigo                     |                   | Maire                      |                                                       |
| 1897   | 1899    | Giuseppe Arigò                       | AML               | Maire                      |                                                       |
| 1900   |         | Antonino Martino                     | PRI               | Maire                      |                                                       |
| 1900   |         | Giulio Cacciò                        |                   | Commissaire royal          |                                                       |
| 1900   |         | Antonino De Giorgio                  |                   | Commissaire royal          |                                                       |
| 1900   | 1904    | Antonino Martino                     | PRI               | Maire                      |                                                       |
| 1904   |         | Edoardo Verdinois                    |                   | Commissaire royal          |                                                       |
| 1905   |         | Salvatore Marullo                    |                   | Maire                      |                                                       |
| 1905   | 1906    | Antonino Martino                     | PRI               | Maire                      |                                                       |
| 1906   |         | Giuseppe Cardin Fontana              |                   | Commissaire royal          |                                                       |
| 1906   |         | Enrico Martines                      |                   | Maire                      |                                                       |
| 1907   | 1909    | Gaetano D'Arrigo                     |                   | Maire                      | Rejeté le 2 janvier 1909                              |
| I 1909 | II 1909 | Francesco Mazza (it)                 |                   | Commissaire extraordinaire | État de siège jusqu'en février 1909 à cause du séisme |
| 1909   |         | Nicola De Bernardis                  |                   | Commissaire royal          |                                                       |
| 1909   | 1913    | Alessandro Salvadori                 |                   | Commissaire royal          |                                                       |
| 1913   |         | Gian Silvestro Pulejo                |                   | Maire                      |                                                       |
| 1913   |         | Michele Serra                        |                   | Commissaire royal          |                                                       |
| 1913   | 1914    | Francesco Crispo Moncada             |                   | Commissaire royal          |                                                       |
| 1914   | 1919    | Antonino Martino                     | PRI               | Maire                      |                                                       |
| 1919   |         | Manlio Presti                        |                   | Commissaire royal          |                                                       |
| 1919   |         | Eduardo D'Arienzo                    |                   | Commissaire royal          |                                                       |
| 1920   | 1923    | Giuseppe Oliva                       |                   | Maire                      |                                                       |
| 1923   | 1924    | Alfonso Denza                        |                   | Maire                      |                                                       |
| 1924   | 1927    | Giuseppe Livoti                      | PNF               | Podestat                   |                                                       |
| 1927   | 1928    | Damiano Cottalasso                   |                   | Commissaire extraordinaire |                                                       |
| 1928   | 1933    | Vincenzo Salvadore                   | PNF               | Podestat                   |                                                       |
| 1933   | 1934    | Ernesto Cianciolo                    |                   | Commissaire royal          |                                                       |
| 1935   |         | Gian Augusto Vitelli                 |                   | Commissaire royal          |                                                       |
| 1936   | 1943    | Ferdinando Stagno Monroy d'Alcontres | PNF               | Podestat                   |                                                       |
| 1943   |         | Giuseppe Carlo Catalano              |                   | Commissaire extraordinaire |                                                       |
| 1943   | 1944    | Francesco Miceli                     |                   | Maire                      |                                                       |
| 1944   | 1945    | Placido Lauricella                   |                   | Maire                      |                                                       |
| 1945   | 1946    | Giuseppe Basile                      |                   | Maire                      |                                                       |
| 1946   | 1947    | De Salvo                             |                   | Maire                      |                                                       |

## République italienne (1946-présent)

### 1947-1994
| Début | Fin  | Premier citadin          | Parti                 | Fonction                   | Note |
| ----- | ---- | ------------------------ | --------------------- | -------------------------- | ---- |
| 1947  |      | Giuseppe Ciraolo         |                       | Maire                      |      |
| 1947  | 1951 | Giuseppe Basile          |                       | Maire                      |      |
| 1952  | 1956 | Carmelo Fortino          | Démocratie chrétienne | Maire                      |      |
| 1956  | 1960 | Michelangelo Trimarchi   | Démocratie chrétienne | Maire                      |      |
| 1960  | 1961 | Carlo Stagno D'Alcontres | Démocratie chrétienne | Maire                      |      |
| 1961  | 1962 | Oscar Andò               | Démocratie chrétienne | Maire                      |      |
| 1962  | 1964 | Domenico La Corte        |                       | Maire                      |      |
| 1964  | 1965 | Francesco Monaco         |                       | Commissaire extraordinaire |      |
| 1965  |      | Francesco Saija          |                       | Maire                      |      |
| 1965  |      | Giuseppe Merlino         | Démocratie chrétienne | Maire                      |      |
| 1965  | 1969 | Benedetto Celeste        |                       | Maire                      |      |
| 1969  | 1970 | Baldassarre Bonanno      |                       | Maire                      |      |
| 1970  | 1976 | Giuseppe Merlino         | Démocratie chrétienne | Maire                      |      |
| 1976  | 1987 | Antonio Andò             | Démocratie chrétienne | Maire                      |      |
| 1987  | 1993 | Mario Bonsignore         | Démocratie chrétienne | Maire                      |      |
| 1993  | 1994 | Salvatore Leonardi       | Démocratie chrétienne | Maire                      |      |

### 1994-présent
Parti :

- PPI/DL
- UDC
- AN
- PdL
- Indépendant de gauche

Coalition :

- Juntes de centre gauche
- Juntes de centre droit
- Juntes de gauche

| #   | Nom                   | Image | Début du mandat   | Fin du mandat    | Parti                      | Coalition                                   |
| --- | --------------------- | ----- | ----------------- | ---------------- | -------------------------- | ------------------------------------------- |
| 1   | Francesco Providenti  |       | 1er juillet 1994  | 27 mai 1998      | Parti populaire italien    | L'Olivier (PPI–PRI–PDS–PRC–FdV)             |
| 2   | Salvatore Leonardi    |       | 27 mai 1998       | 28 mai 2003      | Union de centre            | Pôle pour les libertés (FI–AN–UDC–CDR–NPSI) |
| 3   | Giuseppe Buzzanca     |       | 28 mai 2003       | 24 novembre 2003 | Alliance nationale         | Maison des libertés (FI–AN–UDC–NPSI–PRI)    |
| –   | Bruno Sbordone        |       | 22 décembre 2003  | 14 décembre 2005 | Commissaire extraordinaire | Junte suspendue                             |
| 4   | Francantonio Genovese |       | 14 décembre 2005  | 8 octobre 2007   | La Marguerite              | L'Union (DL–DS–UDEUR–SDI–PRC)               |
| –   | Gaspare Sinatra       |       | 24 octobre 2007   | 20 juin 2008     | Commissaire extraordinaire | Junte suspendue                             |
| (3) | Giuseppe Buzzanca     |       | 20 juin 2008      | 31 août 2012     | Le Peuple de la liberté    | PdL–MpA–UdC–listes civiques                 |
| –   | Luigi Croce           |       | 17 septembre 2012 | 25 juin 2013     | Commissaire extraordinaire | Junte suspendue                             |
| 5   | Renato Accorinti      |       | 25 juin 2013      | 26 juin 2018     | Indépendant de gauche      | Listes civiques                             |
| 6   | Cateno De Luca        |       | 26 juin 2018      |                  | Indépendant de centre      | Listes civiques                             |